# Hørup Sogn (Silkeborg Kommune)
 Denne artikel omhandler Hørup Sogn (Silkeborg Kommune). Der er også andre sogne med dette navn, se Hørup Sogn.
Hørup Sogn er et sogn i Ikast-Brande Provsti (Viborg Stift).
I 1800-tallet var Hørup Sogn anneks til Levring Sogn. Begge sogne hørte til Lysgård Herred i Viborg Amt. De udgjorde Levring-Hørup sognekommune, men senere blev de to selvstændige sognekommuner. Ved kommunalreformen i 1970 blev de begge indlemmet i Kjellerup Kommune, som ved strukturreformen i 2007 indgik i Silkeborg Kommune.
I Hørup Sogn ligger Hørup Kirke, en Middelalderkirke, som efter en brand blev genopført i 1874, hovedsageligt af de samme materialer.
I sognet findes følgende autoriserede stednavne:
- Almtoft (bebyggelse, ejerlav)
- Dalsgård (bebyggelse, ejerlav)
- Gammel Kjellerup (bebyggelse)
- Hørup (bebyggelse, ejerlav)
- Kjellerup (bebyggelse, ejerlav)
- Kjellerup Mark (bebyggelse)
- Kroggårde (bebyggelse)